# Laurent Groc
 (juillet 2023).
Si vous disposez d'ouvrages ou d'articles de référence ou si vous connaissez des sites web de qualité traitant du thème abordé ici, merci de compléter l'article en donnant les références utiles à sa vérifiabilité et en les liant à la section « Notes et références ».
Pour les articles homonymes, voir Groc.
Laurent Groc, né le 2 octobre 1973, est un neurobiologiste français, directeur de recherche au CNRS. Ses recherches portent sur le développement et la plasticité des connexions neuronales et leurs dysfonctionnements dans des pathologies neuropsychiatriques.

## Biographie
Après des études universitaires en biologie cellulaire et physiologie à l’Université Paul Sabatier de Toulouse, il réalise son doctorat à la Wayne State University à Detroit (États-Unis) et à l'université Claude Bernard de Lyon. Il effectue un post-doctorat département de physiologie et neuroscience de l’université de Göteborg en Suède. En 2009, il soutient son habilitation à diriger les recherches à l’université Bordeaux Ségalen.
En 2004, recruté par le CNRS, il rejoint le laboratoire Physiologie cellulaire de la Synapse à Bordeaux. En 2009, il est promu directeur de recherche au CNRS puis il crée et dirige l’équipe de recherche « Development and Adaptation of Neuronal Circuit » au sein de l’Institut Interdisciplinaire de Neurosciences (IINS) à Bordeaux. En 2020, il est nommé directeur adjoint d’IINS, et professeur invité à la Sahlgrenska Academy (Suède).
Il a occupé les fonctions de délégué scientifique de l’Agence d'Evaluation de la Recherche et de l'Enseignement Supérieur (AERES), de vice-président et président du comité Neurosciences Moléculaires et Cellulaires – Neurobiologie du Développement de l’Agence Nationale de la Recherche (ANR).
Il est membre de l’Academia Europaea depuis 2019, de la Société de Philomathique de Paris et de l’Union Rationaliste de France.

## Travaux scientifiques
Après sa thèse dans le laboratoire de Robert A. Levine (Henry Ford Hospital, Michigan) sur les mécanismes cellulaires de mort neuronale embryonnaire, il décide de diriger son activité de recherche vers la compréhension du développement des réseaux neuronaux. Et lors de son post-doctorat, avec Bengt Gustafsson et Eric Hanse (Göteborg University, Suède), il démontre la grande labilité de la transmission synaptique glutamatergique aux stades précoces du développement. De puis son installation à Bordeaux, dans le laboratoire dirigé par Daniel Choquet, il s’intéresse aux mécanismes moléculaires sous-tendant la labilité des synapses immatures, et plus généralement la plasticité synaptique au cours de la vie. En appliquant des méthodes d’imagerie pour la détection de molécules uniques, ils démontrent avec son équipe que les récepteurs membranaires, et particulièrement le récepteur glutamatergique N-méthyl-D-aspartate (NMDA), sont très dynamiques à la surface des neurones jouant un rôle essentiel dans la plasticité synaptique, l’apprentissage et la mémorisation. Ce travail interdisciplinaire a permis une avancée conceptuelle dans la compréhension moléculaire de la plasticité cérébrale. Aujourd'hui, ses travaux se focalisent sur la dysfonction de la communication cellulaire dans des pathologies neuropsychiatriques. Il s’intéresse en particulier aux encéphalites auto-immunes et au concept de psychose auto-immune, en collaboration avec Marion Leboyer.
Au-delà de la dynamique membranaire des récepteurs et transporteurs aux neurotransmetteurs, il explore, à l’échelle nanométrique, le mouvement des molécules dans l’environnement extracellulaire cérébral. Ce travail est, en partie, soutenu par une bourse European Research Council synergy research grant.

## Hommages et distinctions
- Médaille d’argent du CNRS (2022)[1]
- Lauréat d'une subvention European Research Council synergy research grant de la commission européenne (2021) avec Erwan Bézard, Laurent Cognet et Valentin Nägerl
- Prix Subvention de l’Académie nationale médecine (2021)[2]
- Prix Dassault, Fondation FondaMental et Prix Foulon de l’Académie des Sciences (2015)
- Prix Axa de l’Académie des Sciences (2009)
- Médaille de bronze du CNRS (2008)[3]